# Kyō kara maoh !
 (novembre 2024).
Kyō kara maoh! (今日から㋮王!, Kyō kara maoh!, litt. Depuis aujourd’hui, le Roi des démons!) est une série de light novels écrite par Tomo Takabayashi et illustrée par Temari Matsumoto. Elle est publiée par Kadokawa Shoten depuis novembre 2000 et comporte 22 tomes en janvier 2010.
Une adaptation en anime par Studio Deen, comportant 117 épisodes répartis en trois saisons, est diffusée entre 2004 et 2009 au Japon. La saison 1 est disponible en DVD en France chez Dybex. Cinq OAV sont sortis au Japon à partir d’octobre 2007.
Une adaptation en manga intitulée Kyō kara ma no tsuku jiyūgyō! (今日からマのつく自由業！, litt. Depuis aujourd’hui, démon freelance) est dessinée par Temari Matsumoto depuis 2005 par Kadokawa Shoten.

## Résumé
Yūri Shibuya est un lycéen tout ce qu’il y a de plus ordinaire. Mais, un jour où il est agressé sur son campus pour avoir voulu défendre un camarade, il atterrit, via la cuvette des toilettes, dans un pré, au beau milieu d’un pays mystérieux. Le jeune garçon découvre rapidement qu’il a été aspiré vers une sorte de monde parallèle, plus précisément, dans une nation appelée le « Shinmakoku » (litt.  le pays des démons) et qu’il en est même le roi, le « Maō » (de « Ma », la magie, la sorcellerie et « Ō », le roi). Et pour Yūri de folles histoires commencent dans un monde où des squelettes volants servent de messagers, où les requins sont végétariens et surtout, où une baffe tient lieu de proposition de mariage, ce dont il se rendra compte après avoir fait la gaffe d’en donner une à un garçon.
Yūri, après avoir accepté la charge confiée par le Shinoh (le Roi Originel/le Grand-Tout dans la trad. officielle), va alors être confronté à une tâche titanesque : ramener la paix dans ce monde et faire en sorte que Mazoku et Humains s’entendent. Suivent alors pour l’adolescent plusieurs voyages aux quatre coins de la terre accompagné de ses fidèles chevaliers servants, dont bien sûr Wolfram fait toujours partie (qu’on le lui permette ou non), histoire de garder un œil sur son promis et d’éloigner quiconque s’en approche un peu trop près, ainsi qu’un Conrad attachant qui a juré mystérieusement de protéger le Maō au péril de sa vie. D’aventure en aventure Yūri parviendra à combler ses lacunes sur le passé du Shinmakoku, sur celui de ses proches, sur les origines de sa naissance, et maîtrisera ses pouvoirs de « Démon », le Maryoku. Les tâches écrasantes à la cour ne sauront avoir raison de ce garçon sentimental, naïf, et épris de justice, et rien n’érodera sa volonté de réunir les deux races antagonistes. Il devra composer avec des conseillers parfois trop belliqueux à son goût, des Aristocrates parfois avides de pouvoir, et un fiancé de plus en plus pressant qui use de toutes les ruses afin de se glisser dans le lit royal, au grand dam de Yūri.

## Personnages
Yuuri Shibuya (渋谷有利, Shibuya Yūri)
Voix japonaise : Takahiro Sakurai
Il est aussi désigné par les termes votre Majesté, Yuu-chan ou encore espèce de boulet.
Il est le fils de Miko et Shoma Shibuya, petit frère de Shōri, fiancé de Wolfram et père adoptif de Greta.
Héros malgré lui de l’histoire, Yuuri est un jeune homme de 15 ans qui adore le baseball, mais qui a cessé d’y jouer à la suite d'une bagarre avec son entraîneur. Ayant été de nombreuses fois victime des attaques de ses camarades de classe en raison de son prénom (en japonais, Yuuri signifie « avantageux »), il a développé un sens assez aigu de la justice, et il est toujours prêt à venir en aide à ceux qui ont des problèmes. S’il est d’abord surpris lorsqu’il apprend qu’il est amené à devenir Maoh, il finira par accepter son destin et essaiera de changer les relations entre Mazokus et humains.
La première fois qu’il arrive à Shinmakoku, il est chaleureusement accueilli par Gunther et Conrad, mais Gwendal et Wolfram sont méfiants à l’égard de ce 27e Maoh désigné par Shinou. Wolfram ira même jusqu’à insulter sa mère, et Yuuri le giflera, sans comprendre tout de suite les conséquences de son acte.
Il possède un potentiel en Mayoku très élevé, bien plus que les autres Mazokus, mais il le contrôle difficilement.
Conrad Weller
Voix japonaise : Toshiyuki Morikawa
Ce commandant de la garde du Maoh n’est autre que le parrain de Yuuri… et la raison pour laquelle il porte ce prénom.
Conrad est la plus fine lame de Shinmakoku. C’est le second fils de Lady Celi, petit frère de Gwendal et grand frère de Wolfram, mais contrairement à ses frères, son père était humain, c’est pourquoi Conrad ne possède pas de Maryoku. Il se montre très protecteur, presque paternel, vis-à-vis de Yuuri.
Il est originaire de Dai Shimaron (Grand Shimaron).
Wolfram von Bielefeld
Voix japonaise : Mitsuki Saiga
Fils de Cecilia von Spitzberg, petit frère de Gwendal et de Conrad, fiancé de Yuuri et père adoptif de Greta.
Doté d’un visage d’ange mais d’un caractère de cochon, Wolfram est le plus jeune des trois fils de Cecilia (bien qu’il ait tout de même 82 ans). Arrogant et colérique, il déteste les humains et ne se prive pas pour le montrer à Yuuri lors de leur première rencontre… Ce qui se termina par une demande de fiançailles non-voulue et un duel tout aussi involontaire. Si Wolfram se montre outré de cette relation pour le moins bizarre et qu’il ne peut briser, il se montre suspicieusement jaloux lorsque Yuuri ose se montrer aimable avec une fille… ou avec un autre garçon. Il en est fou amoureux.
Lorsqu’il avait appris la vérité sur Conrad (son père était humain), Wolfram avait cessé de le considérer comme son frère, mais peu à peu, grâce à Yuuri, Greta… . il changera, et ne verra plus les humains comme des monstres ou des déchets.
Gwendal von Voltaire
Voix japonaise : Akio Ōtsuka
Sérieux, voire renfrogné, Gwendal est l’aîné des fils de Cécilia von Spitzberg. Dès le début, il se montre opposé au fait que Yuuri devienne Maoh car il doute de ses capacités, mais il finira par comprendre que Yuuri fait de son mieux. C’est un excellent gestionnaire qui fait preuve d’un sens tactique hors du commun. Mais derrière ses airs ronchons, il dissimule en fait ses vrais sentiments : il adore tout ce qui est mignon, et dès qu’il a un peu de temps libre, il s’adonne au crochet et au tricot, fabriquant des animaux en peluche… qui la plupart du temps ne ressemblent pas vraiment au modèle original. De plus, il a une peur panique (et justifiée) d’Anissina von Kavelnikov, qui l’utilise comme cobaye pour ses expériences.
Gunther von Christ
Voix japonaise : Kazuhiko Inoue
Très doué en magie et dans le maniement de l’épée, Gunther est entièrement dévoué à Yuuri, pour qui il éprouve une affection qui tend dangereusement vers l’idolâtrie. Il se considère comme son mentor et lui enseigne les us et coutumes de Shinmakoku, ainsi que la langue, l’histoire de son monde et beaucoup d’autres petites choses. Il paraît sérieux au premier abord, mais il suffit que Yuuri parte sans lui ou retourne dans son monde pour qu’il se transforme soit en une véritable boule de nerfs qui se ronge les sangs et qui casse tout sur son passage, soit en une pauvre âme qui erre dans le château en se morfondant, rongé par le désespoir…
Ken Murata (村田健, Murata Ken)
Voix japonaise : Kouki Miyata
Alias : votre Excellence (Heika) ou  Grand Sage.
Camarade de classe de Yuuri, Ken, 15 ans en apparence, est la raison pour laquelle ce dernier se retrouve plongé la tête dans les toilettes et atterrit à Shinmakoku. Garçon calme et souriant, un brin pervers, c’est un bon ami pour Yuuri, même s’il semble agir selon ses propres intérêts. Il a de nombreux secrets, comme celui par exemple d’être en fait le Grand Sage de Shinmakoku.
Greta
Voix japonaise : Motoko Kumai
Greta est une jeune humaine de 10 ans qui, grâce à un mensonge, parvient à approcher Yuuri qu’elle tente alors d’assassiner. Arrêtée, elle sera libérée par Yuuri qui tentera de comprendre la raison de sa haine à son égard.
Peu à peu, Greta se prendra d’affection pour ce Mazoku peu ordinaire, et Yuuri finira par l’adopter, ainsi que Wolfram.
Greta est en fait la princesse d’un royaume humain détruit par la guerre.
Cecilia von Spitzberg
Voix japonaise : Masako Katsuki
Alias Lady Celi (ou encore Sexy Queen).
Cecilia est une femme frivole, blonde et séductrice, qui adore s’amuser. Choisie comme Maoh avant l’arrivée de Yuuri, elle n’en était pas très heureuse et laissait son frère aîné Stoffel tout gérer.
Elle est très heureuse que Yuuri la remplace, car cela va lui permettre de "voyager en quête de l’amour". On peut compter sur elle pour mettre tout le monde dans l’embarras (les fiançailles de Wolfram et Yuuri en sont un bon exemple), mais elle est souvent d’une aide précieuse.
Elle est folle de ses trois fils qu’elle adore.
Shinou
Voix japonaise : Shinichiro Miki
Shinou, sa Majesté le Roi Originel, est mort il y a plus de 4000 ans. Son âme était scellée dans le temple de Shinou. C’est lui et le Grand Sage qui ont fondé Shinmakoku. C’est également lui qui est à l’origine du transfert de l’âme de Julia Suzanna dans le corps de Yuuri.
Anissina von Kavelnikoff
Voix japonaise : Minami Takayama
Anissina est une jeune Mazoku pleine d’énergie, inventrice de génie (selon elle) et féministe redoutable.
Elle invente beaucoup de machines qui marchent grâce au Maryoku, dont les noms complexes ou étranges traduisent plus ou moins leurs fonctions.
Elle teste souvent ses créations sur Gwendal, qui a pris l’habitude de la fuir lorsqu’elle fonce sur lui l’air ravie. Mais en cas d’absence de Gwendal, Anissina s’intéresse alors à Gunther.
Greta l’admire beaucoup pour sa force de caractère et sa vision des choses, ce qui n’est pas pour rassurer ses deux pères.
Le frère aîné d’Anissina fait partie des 10 familles nobles qui aident le Maoh à gérer Shinmakoku.
Miko Shibuya
Voix japonaise : Yumi Kakazu
C’est la mère de Yuuri et Shōri. Toujours souriante et de bonne humeur, elle adore ses fils (bien qu’elle aurait préféré avoir des filles), son mari, la cuisine et les sports de combat. C’est d’ailleurs parce qu’elle aurait aimé avoir des filles qu’elle habilla Yuuri en fille durant toute son enfance.
Elle-même est une redoutable combattante. Elle se fait appeler Jennyfer.
Adalbert von Grants
Voix japonaise : Masaki Terasoma
Adalbert est un Mazoku qui a abandonné son pays, son statut et son nom après la mort tragique de Julia, sa fiancée. Il est entré au service de Dai Shimaron (Grand Shimaron).
Sa relation avec Yuuri est assez ambiguë, car il l’aide parfois, tout en ayant envie de l’éliminer.
Il méprise profondément Shinou.
Geigen Hubert Brischella
Voix japonaise : Hiroaki Hirata
Geigen Hubert, surnommé Hub, est un Mazoku et le cousin de Gwendal, qui le hait. Dans son passé, il a commis des actes qu’il regrette profondément, mais qu’il ne peut pas annuler.
Il rencontre ensuite une humaine : Nicole, qu’il aime, avant que sa culpabilité ne le rattrape.
Son amour pour Nicole, sa gentillesse envers Greta et Yuuri, le sauveront. Il est le père de El.
Gisela
Voix japonaise : Taguchi Hiroko
Gisela est une Mazoku. Sergent dans l’armée du Maoh, elle est chargée des soins médicaux des hommes, mais aussi des chevaux.
Elle a l’air douce et gentille, mais elle cache derrière ce masque un caractère autoritaire et sûr d’elle. Elle était une amie de Suzanna Julia. C’est aussi la fille adoptive de Gunther.
Shōri Shibuya
Voix japonaise : Katsuyuki Konishi
Frère aîné de Yuuri, il connaît l’existence des Mazokus depuis sa rencontre avec Bob, le Maoh de la Terre.
Il est très inquiet pour son jeune frère et va essayer de l’aider du mieux possible. Malheureusement, bien qu’à moitié Mazoku, il contrôle mal ses pouvoirs, et provoque parfois des catastrophes. Il surprotège Yuuri comme s'il était un petit enfant fragile, ce qui agace ce dernier et est passionné par les dating game (simulations de drague).
Suzanna Julia von Wincott
Voix japonaise : Risa Mizuno
Julia est une Mazoku issue d’une des 10 Grandes Familles, les Von Wincott, dont le poison les a rendus célèbres. De plus, Julia est aveugle.
Elle était chargée de soigner les hommes sur le champ de bataille lors de la guerre, mais avant cela, elle était une des vierges du Temple de Shinou.
Julia était la fiancée d’Adalbert, mais elle entretenait une relation ambigüe avec Conrad. Elle savait ce qui devait lui arriver, ainsi qu’à son âme, c’est pourquoi, au moment de mourir, elle a demandé que Conrad en soit le gardien.
Darcascos
Voix japonaise : Takashi Matsuyama
Darcascos est un Mazoku dont le pouvoir est assez moyen, ce qui fait de lui une sorte l’homme à tout faire du château. Il s’occupe beaucoup des chevaux, aide (le plus souvent, sous la contrainte) les servantes du palais lors de leurs tâches ménagères et accompagne Gunther à l’occasion. C’est d’ailleurs à cause de celui-ci qu’il a le crâne rasé. Son caractère est assez exclusif, puisqu’il a la particularité d’être assez pessimiste, et de s’énerver de manière quasi-hystérique à chaque évènement improbable.
Ulrike
Voix japonaise : Yukana
Ulrike est la Vierge Originelle, la prêtresse la plus importante du Temple de Shinou. C’est elle qui reçoit l’Oracle de Shinou, et qui appelle Yuuri à Shinmakoku en cas de problèmes.
Elle vieillit moins vite que les autres, puisqu’après 800 ans d’existence, elle n’a toujours l’apparence que d’une jeune fille de 12 à 14 ans.
Ses pouvoirs de Mazoku sont impressionnants et presque aussi puissant que ceux du Maoh. Elle ne quitte que très rarement le Temple, voire quasiment jamais.
Stoffel von Spitzberg
Voix japonaise : Unshō Ishizuka
Stoffel est le frère ainé de Cecilia, et donc, l’oncle de Wolfram, Conrad et Gwendal.
Homme influent du temps où sa sœur était le Maoh, il tente d’avoir l’influence sur Yuuri également, mais comprendra que celui-ci est différent, et bien trop protégé par ses neveux, avec qui il ne s’entend pas très bien.

## Light novel
La série de light novels est écrite par Tomo Takabayashi et illustrée par Temari Matsumoto. Le premier volume relié est publié en novembre 2000 par Kadokawa Shoten. En janvier 2010, la série compte dix-sept tomes dans l'histoire principale et cinq tomes d'histoires complémentaires.

## Manga
L'adaptation en manga, Kyō Kara MA no Tsuku Jiyūgyō! (今日からマのつく自由業!), est dessinée par Temari Matsumoto et prépubliée depuis juin 2005 dans le magazine Monthly Asuka de l'éditeur Kadokawa Shoten. Le premier volume relié est publié le 21 décembre 2005 et 19 tomes sont commercialisés en janvier 2015.

## Anime
L'adaptation en anime est réalisée au sein de Studio Deen par Junji Nishimura. Elle se décompose en trois saisons : 
- Saison 1 : épisodes 1 à 39 (diffusée du 3 avril 2004 au 12 février 2005)
- Saison 2 : épisodes 40 à 78 (diffusée du 2 avril 2005 au 25 février 2006)
- Saison 3 : épisodes 79 à 117 (diffusée du 3 avril 2008 au 19 février 2009[2])

### Saison 1
| No | Titre français                                                   | Titre japonais               | Titre japonais                       | Date de 1re diffusion |
| No | Titre français                                                   | Kanji                        | Rōmaji                               | Date de 1re diffusion |
| --- | ---------------------------------------------------------------- | ---------------------------- | ------------------------------------ | --------------------- |
| 1 | Balayé dans un monde étrange                                     | 流されて異世界               | Nagasarete Isekai                    | 3 avril 2004          |
| Yuuri est un jeune garçon normal qui regarde le baseball. Voulant défendre Murata Ken (un garçon qu'il connait), de la racaille, ceux-ci le punissent en lui mettant la tête dans les toilettes. Il se retrouve aspiré dans un monde complètement différent : Shinmakoku. Il fera la connaissance d'Aldalbert von Grantz qui essayera de le prendre avec lui. Sauvé par Conrad, il est ensuite emmené près de son conseiller Gunther, où il apprend qu'il est le nouveau Maoh c'est-à-dire le Roi des Démons. C'est dans cet épisode qu'il boit l'eau qu'une petite fille lui donne. Elle a l'air d'une simple petite fille mais il s'agit en fait de l'ancienne Genshi Miko. Il fait en fait le serment avec l'eau. |                                                                  |                              |                                      |                       |
| 2 | Bataille décisive! Le garçon magnifique VS le joueur de Baseball | 決闘! 美少年VS野球少年       | Kettou! Bishōnen VS Yakyuu Shōnen    | 10 avril 2004         |
| Durant cet épisode, Yuuri fait la connaissance de l'ex-Maoh, Cecilia von Spitzberg, la mère de Gwendal, Conrad et Wolfram. Tous trois sont nés de pères différents, des Mazokus de noble lignée, à l'exception du père de Conrad, qui était un soldat humain de grande dextérité. Wolfram est d'ailleurs assez hostile envers Conrad à cause de cela. La discussion s'envenime lorsque les origines de la mère de Yuuri sont évoquées, et Wolfram se montrant insultant, Yuuri le gifle. Malentendu culturel : à Shinmakoku c'est une manière traditionnelle de faire une demande en mariage ! Yuuri ramasse ensuite le couteau que fait tomber Wolfram, ce qui signifie qu'il accepte un duel avec lui. Durant le combat, on découvre qu'il maîtrise l'eau et qu'il peut se transformer inconsciemment en "Maoh" qui à d'énorme pouvoirs. |                                                                  |                              |                                      |                       |
| 3 | Shibuya Yuuri! Je suis le Maō!                                   | 渋谷有利! 俺が㋮王だ         | Shibuya Yuuri! Ore ga MAou Da        | 14 avril 2004         |
| Yuri et Wolfram ont décidé de fausser compagnie à Gunther pour se rendre dans un village ravagé par les flammes. Une fois sur place, ils sont confrontés à Adalbert, qui est à la tête des humains responsables du brasier. Un conflit existe en effet entre les humains qui vivent en paix avec les Mazokus, et ceux qui souhaiteraient les exterminer. Adalbert, Mazoku rangé du côté des humains, demande à Yuuri de se joindre à eux. Celui-ci se rend pour mettre à l'abri Wolfram et ses gardes, figés par un sortilège, mais refuse de s'allier aux humains dans leur guerre. Sauvé de la mort par un Tas d'Os, il est bientôt rejoint par Conrad et Gunther qui mettent en fuite Adalbert. Gwendal et Wolfram commençant à parler de l'incendie comme une opportunité pour déclarer la guerre, Yuuri s'indigne de voir les Mazokus ne pas souhaiter la paix. Il clame alors qu'il sera le Maoh, et qu'il changera tout cela. De retour au château, la cérémonie de couronnement est donc organisée, au cours de laquelle il doit passer la main dans une cascade. Mais le voilà de nouveau aspiré dans l'eau... |                                                                  |                              |                                      |                       |
| 4 | Maintenant c'est l'arme ultime?!                                 | 今度は最終兵器!?             | Kondo wa Saishuu Heiki!?             | 24 avril 2004         |
| Yuuri a repris sa vie dans son monde, et a recommencé à jouer au baseball, avec Murata comme entraîneur. Après un rapide petit-déjeuner, il laisse sa mère à ses souvenirs : l’aveu de son mari concernant sa nature lors de sa demande en mariage, sa rencontre avec un inconnu qui lui assure que juillet est un mois yuuri (avantageux) pour la naissance d'un enfant... Elle se demande bien comment son bébé si mignon a pu devenir un si grand gaillard, amateur de baseball et apprenti Maoh. L'entrainement de baseball terminé, Yuuri se fait aspirer par le siphon des bains et se retrouve dans ceux du château de Gwendal. Rattrapé par des tâches administratives, notre héros se refuse toujours à déclarer une guerre aux humains même si Gunther et Gwendal la jugent nécessaire. Il trouve un soutien en Anissina -l'amie d'enfance de Gwendal, et une inventrice assez dangereuse. Mais ne sachant comment faire pour empêcher les affrontements qui couvent, Yuuri se résout à prendre conseil auprès de Gwendal non pour faire la guerre, mais pour savoir comment l'éviter. Celui-ci lui conseille alors le moyen dissuasif : Morgif, une épée démoniaque. La quête pour l'épée légendaire commence... |                                                                  |                              |                                      |                       |
| 5 | L'uniforme marin et l'enfant irrationnel                         | セーラー服ときかん坊         | Se-ra-fuku to Kikan Bou              | 1er mai 2004          |
| Yuuri, Wolfram et Conrad ont pris incognito un bateau de croisière humain pour se rendre à l'île de Bandarbia où se trouve l'épée qu'ils cherchent. Ils rencontrent un marchand venu de Cavalcade, Mishna Hisscruyff, et sa fille Béatrice. Interrompus par des cris, Yuuri vient en aide à un petit mousse, Rick, qui se fait brutaliser par son supérieur. Le voyage se poursuit avec un bal et les crises de jalousie de Wolfram, mais le paquebot est bientôt attaqué par de vils pirates en uniformes d'écolières, qui veulent enlever femmes et enfants pour les réduire en esclavage. Brutalisant la petite Béatrice, ils réveillent la colère du Maoh en Yuuri, qui fait des déchets de la soirée un gigantesque Tas d'Os justicier. Les pirates sont vaincus mais nos trois amis sont repérés, et mis aux cales. C'est Gurié Yozak, un espion de Shinmakoku et ancien compagnon d'armes de Conrad, qui les fera s'évader pour rejoindre l'île en canot. |                                                                  |                              |                                      |                       |
| 6 | L'épée cannibale. La frousse de Morgif?                          | 人喰い㋮剣・モルギフの恐怖?  | Hito Kui MAken, Morugifu no Kyoufu?  | 8 mai 2004            |
| Après une marche épuisante sur les reliefs de Bandarbia, Yuuri, Wolfram, Conrad et Yozak arrivent dans un refuge où on leur confirme la présence d'une force démoniaque dans l'eau d'un lac souterrain. Laissant un Wolfram exténué au refuge, ils gagnent la grotte inondée et s'embarquent, malgré toutes les mises en garde de Yozak envers Yuuri. L'eau du lac semble brûler tout ce qui n'est pas Maoh (ses vêtements inclus) : Yuuri plonge donc seul pour aller chercher la Maken, mais celle-ci le mord au moment où il cherche à l'attraper. Apercevant un horrible visage grimaçant sur sa garde, il panique et abandonne sous les railleries cyniques de Yozak. De retour à l'auberge, Wolfram lui explique que Morgif doit se "nourrir" de vies humaines pour fonctionner, ce que Yuuri refuse. La conversation déviant sur leur union, il lui propose de refuser la demande en mariage, ce que le jeune blond ne peut faire sans offense au Maoh. Entendant par la suite une discussion entre Conrad et Yozak où ce dernier évoque les conséquences désastreuses que peuvent avoir de mauvaises décisions prises par un Maoh, Yuuri décide de dominer sa peur pour aller chercher seul Morgif. Mais une fois récupérée, il reste encore à l'activer... Yuuri postule donc sur l'avis de Yozak à un entretien pour un boulot avec épée requise, et où il faut "mettre sa vie en jeu". Une fois sur place, il s'avère que c'est un combat d'arène avec des prisonniers condamnés à mort. Yuuri doit y affronter Rick, le jeune mousse emprisonné pour piraterie. |                                                                  |                              |                                      |                       |
| 7 | Fuyant? Errant? Épée de feu activée!                             | 暴走?迷走？㋮剣発動!         | Bousou? Nuisou? MAken Hatsudou!      | 15 mai 2004           |
| Yuuri, en plein combat à mort avec Rick, ne peut se résoudre à le tuer. Il lui propose son aide pour qu'il puisse s'échapper, mais un archer abat le fuyard. Le public est en liesse devant ce spectacle, à tel point qu'un vieillard présent est pris d'une attaque et meurt, réveillant Morgif de son énergie vitale. La Maken se déchaîne au beau milieu de la foule humaine paniquée. Yuuri réussit finalement à la calmer en prononçant son nom entier : "Muyem Desoiye Eligh Morgif". Les aventuriers s'échappent ensuite de l'île grâce au navire de Cecilia qui passait par là. A bord, Yuuri surprend une conversation entre Conrad et Yozak où celui-ci avoue clairement que Gwendal et lui cherchent à régenter le Maoh. Conrad le menace alors de le tuer s'il attente à la vie de Yuuri. Sur la plage, Yuuri confie à Conrad son désir de ne pas utiliser Morgif malgré le mal qu'ils ont eu à l'obtenir : il ne veut pas d'une surenchère d'armement entre Mazokus et humains. Ce qui tombe bien, car Cecilia a accidentellement désolidarisé la pierre maléfique de la garde de l'épée, et qui lui procurait son pouvoir. Yuuri confie la pierre à Yozak : il lui explique qu'il a choisi de lui porter sa confiance, et que c'est son comportement à lui seul qui transformera cela en une mauvaise décision. Morgif, devenue simple épée gémissante, est remisée dans la salle du trésor. Une bonne nuit de sommeil plus tard, Yuuri se réveille incrédule aux côtés de Wolfram, et court se réfugier dans les bains où il est une nouvelle fois aspiré pour retourner dans son monde. |                                                                  |                              |                                      |                       |
| 8 | Le complot au clair de lune                                      | 月下の陰謀                   | Gekka no Inbou                       | 22 mai 2004           |
| Stoffel, le frère de l'ex-Maoh Cecilia, complote dans son château pour retrouver sa place de régent. Raven, son fidèle second, lui assure que tout se mettra en place d'ici peu. De son côté, Yuuri est une nouvelle fois tombé dans de l'eau durant son entrainement et s'est retrouvé au palais du Roi Originel, où il a fait connaissance avec Ulriche, l'une des vierges du temple. Il apprend ainsi que c'est elle qui le guide entre les deux mondes. Elle présente sa venue de ce jour-là comme un simple caprice de sa part, mais profite d'une entrevue avec Conrad, venu chercher Yuuri, pour l'avertir que quelque chose semble se tramer. Au château du Serment du Sang, Yuuri prend quelques cours sur la politique et la géographie locale. Gwendal vient avertir Conrad que des gens de la ville ont été attaqués chez eux. Conrad décide d'aller patrouiller, tandis que Wolfram se "dévoue" pour dormir avec Yuuri, au cas où il aurait peur et malgré toutes ses protestations. Mais une fois sur les lieux de l'agression, Conrad constate que rien n'a été volé, et que la manœuvre semble plutôt être une diversion. Tandis qu'il rentre au pas de course, des ombres se glissent subrepticement dans les couloirs du château... |                                                                  |                              |                                      |                       |
| 9 | Le trésor volé                                                   | 盗まれた秘宝                 | Nusumareta Hihou                     | 29 mai 2004           |
| Au château,un ninja s'est introduit par la fenêtre dans la chambre du Maoh. Mais dans le lit, il trouve une tête blonde qui ne semble pas correspondre à ce qu'il cherchait. Il repart donc bredouille, sans voir Yuuri à moitié poussé hors du lit par son fiancé. Au matin, les gardes constatent qu'un objet a été pris dans la salle du trésor : la pierre du roi Dragon a été ôtée d'une des couronnes du Maoh. Yuuri, qui s'ennuyait, décide donc de se lancer dans l'enquête. Durant la recherche d'indices dans la salle du trésor, Gunther enfile accidentellement un diadème qui lui donne des maux de tête en présence de Yuuri. Il se retrouve donc exclu de l'équipe, à son grand désespoir. Yuuri continue l'enquête avec son principal témoin : Morgif, qui aurait pu voir le voleur. Mais l'épée n'est pas très coopérante et le fait tourner en bourrique jusqu'au jardin, où il manque se faire attaquer par des ninjas. Mais Conrad et Wolfram veillent, et l'un des ennemis est fait prisonnier. Après un interrogatoire particulier, il finit par avouer la responsabilité de Stoffel Von Spitzberg. |                                                                  |                              |                                      |                       |
| 10 | La main du démon approche!                                       | 迫り来る㋮の手!              | Semari Kuru MA no Te!                | 5 juin 2004           |
| Gunther, au désespoir, a fini par accepter l'aide d'Anissina pour ôter le diadème qui le force à se tenir éloigné du Maoh. De leur côté, Yuuri et Wolfram ont désobéi à Conrad et sont partis enquêter dans la ville au lieu de l'attendre à la taverne. Au cours de leur enquête, ils discutent ensemble sans remarquer que les gardes qui les accompagnent disparaissent les uns après les autres. Wolfram explique ainsi à Yuuri que Stoffel est responsable d'une guerre menée 10 ans plus tôt et qui a causé de grandes pertes, dont Julia, un être cher à Conrad. Ils sont bientôt retrouvés par Conrad, mais une attaque soudaine les prend de court, et Yuuri se fait enlever malgré une course-poursuite. Inconscient, il est amené au château de Stoffel... |                                                                  |                              |                                      |                       |
| 11 | Une guerre commence dans les dimensions                          | 次元のむこうで戦争がはじまる | Jigen no Mukou de Sensou ga Hajimaru | 12 juin 2004          |
| Yuuri se réveille face à Stoffel, qui lui explique l'avoir enlevé pour le soustraire à l'influence néfaste de ses trois neveux. Notre héros doit reconnaître qu'il ne connait pas grand-chose du passé de ses compagnons, toutefois il reste persuadé qu'il peut leur faire confiance. Enfermé par Raven, il est délivré par Yozak qui le déguise en femme de chambre pour le faire évader. Mais l'enlèvement du Maoh a poussé Gwendal à déclarer à guerre à son oncle. Yuuri parvient à rejoindre Conrad et Wolfram qui ont devancé les soldats pour le secourir, et les force à l'emmener sur le front pour arrêter le conflit. Mais Gunther, Gwendal, Stoffel et Raven veulent vraiment en découdre. Impuissant, Yuuri se laisse envahir par la colère du Maoh : après avoir désarmé tout le monde, il consigne Stoffel dans son château, et remet à sa place Gunther. De retour près d'Ulriche, celle-ci leur remet un parchemin que l'une des vierges a trouvé dans la salle du trésor : c'est une reconnaissance de dettes pour un bijou, laissée par Cecilia. Elle a pris la pierre du Roi Dragon pour la faire monter en pendentif par Anissina. L'affaire est donc élucidé, et Yuuri en est grandement félicité par la prêtresse. Une nouvelle crise de jalousie de son fiancé le pousse dans une fontaine, et Yuuri se retrouve dans un fleuve de son monde, avec Murata à peine étonné de ne voir avec des vêtements différents que lorsqu'il a plongé. Décidément, Yuuri adore nager... |                                                                  |                              |                                      |                       |
| 12 | La chaîne de l'amour et du destin                                | 愛と宿命の鎖                 | Ai to Shukumei no Kusari             | 26 juin 2004          |
| Après une brillante démonstration d'autodéfense par sa mère, Yuuri et Murata vont se distraire dans un parc aquatique. Yuuri est choisi comme volontaire pour serrer la main à un dauphin, et se voit offrir un mignon petit porte clef. Aspiré dans le bassin, il se retrouve en plein milieu de l'océan, en compagnie d'un gigantesque requin (l'espèce est heureusement végétarienne dans le monde de Shinmakoku). Conrad, Gunther et Wolfram sont venus le chercher. A peine à bord, ce dernier vérifie qu'il s'agit bien de Yuuri : un imposteur semble en effet sévir dans un pays voisin allié, et se servirait d'une flûte légendaire réservée au Maoh, un Maketi, pour se faire passer pour Yuuri. Accompagnés de Gwendal, qui avait recherché ce Mateki il y a 20 ans avec son cousin Geigen Hubert Brischella, nos amis partent incognito pour Konanshiasuberera. Mais en chemin, ils sont séparés par un piège des sables tendu par un panda. Yuuri se retrouve seul avec Gwendal, et "sympathise" avec lui grâce au penchant que ce dernier a pour les animaux et les choses mignonnes. Au cours de leur discussion, Yuuri en apprend un peu plus sur le Houjutsu, le pouvoir des humains acquis grâce au Houseki extrait à Suberera (au contraire du Majutsu, qui est inné et issu de l'âme portée par le Mazoku). Le lendemain, les deux Mazokus arrivent dans un village où ils sont pris pour les deux personnes dessinées sur l'avis de recherche de deux amants en fuite, à savoir "un grand mazoku brun et une humaine déguisée en homme". Contraints de s'enchainer ensemble, ils parviennent néanmoins à s'échapper grâce à la technique d'auto-défense de la mère de Yuuri. |                                                                  |                              |                                      |                       |
| 13 | La mariée, Yuuri et Gwendal                                      | 花嫁と有利とグウェンダル     | Hanayome to Yuuri to Guendaru        | 3 juillet 2004        |
| En fuite à travers, le désert, Yuuri et Gwendal se dirigent vers une grande ville où ils pourront trouver un prêtre susceptible de pouvoir briser leur chaine faite avec du Houseki. Dans une église, ils interrompent une noce. Pris pour deux amoureux, Yuuri décide de ne pas gâcher la cérémonie de la jeune mariée et commence un discours traditionnel de mariage (un peu arrangé par ses soins). Mais ses éloquentes paroles finissent par faire réaliser à la mariée qu'elle s'apprête à épouser la mauvaise personne ! Elle prend alors la fuite, entrainant dans son sillage Yuuri et Gwendal. La jeune femme, enceinte, se trouve dans une situation délicate : travaillant l'année d'avant dans les mines de Houseki, elle y avait rencontré Geigen Hubert et l'avait aidé par amour à récupérer la flute Mateki. Repérés dans une auberge, Geigen Hubert fut pris pour le Maoh à cause de ce qu'ils transportaient et a été condamné à mort pour pillage. Nicole a accepté d'épouser le fils du Doyen pour lui sauver la vie. De leur côté, Wolfram et Conrad chevauchent avec un soldat pour retrouver Yuuri (les autres soldats ont été laissés pour soins, et un dernier grand amateur d'animaux a déserté pour « retrouver sa moitié »). Wolfram fulmine de savoir son frère (qui adore les trucs mignons) seul avec Yuuri (qui n'aurait pas de morale). Arrivant dans la première ville traversée par leurs compagnons, ils apprennent qu'ils sont en fuite, et récupèrent l'un des avis de recherche, sans savoir quoi en penser. Les deux fuyards et Nicole, recherchés par les soldats de la ville, sont secourus et cachés par un jeune garçon de 10 ans nommé Jiruta. Il leur explique être né de père Mazoku et d'une mère humaine travaillant en pénitence dans les mines de Houseki. Il a été confié tout bébé à son grand-père par un Mazoku de passage, Geigen Hubert. Celui-ci ayant laissé le Mateki à Nicole, elle le donne à Yuuri, mais il n'arrive pas à en tirer un seul son. A court d'eau, et la ville n'ayant pas connu de pluie depuis deux ans, Nicole fait vendre son alliance pour avoir de quoi se rafraichir, mais cela révèle leur position à leurs poursuivants. Yuuri et Gwendal - toujours attachés - ne pouvant s'échapper par un passage secret trop étroit, ils décident de se lancer dans une bataille pour gagner du temps afin que Nicole et Jiruta se sauvent. Mais à deux contre une armée, ils sont bientôt défaits, et faits prisonniers comme "amants en fuite" sur la propre revendication de Gwendal. Pendant ce temps là, Conrad et Wolfram s'approchent des portes de la ville... Dans le château, une conversation entre Gunther et Anissina nous en apprend un peu plus sur Geigen Hubert : ayant voulu subordonner les humains durant la guerre, il a été reconnu responsable de beaucoup de malheurs, dont la mort de Julia Suzanna. En pénitence, Gwendal l'a lui-même condamné à un exil sans retour en l'obligeant à aller chercher le Mateki, disparu depuis plus de 200 ans. |                                                                  |                              |                                      |                       |
| 14 | Yuuri aux travaux forcés                                         | 有利、重労働す               | Yuuri, Jyouroudousu                  | 10 juillet 2004       |
| Les relations humains/mazokus étant proscrites dans ce pays, Yuuri et Gwendal sont amenés dans un tribunal. Là, Yuuri est sommé de poignarder Gwendal pour montrer qu'il renie ses liens avec lui, mais il refuse de s'exécuter, ne comprenant pas pourquoi cet amour est interdit. Il est donc envoyé en pénitence dans les carrières de houseki, tandis que Gwendal est emprisonné dans une cellule sertie de houseki qui l'affaiblit grandement. Conrad et Wolfram croisent par hasard Nicole et Jiruta qui se cachent des soldats de la ville. Reconnaissant en Jiruta un fils de Mazoku, ils sont vite informés de la situation du Maoh et de Gwendal et ils décident donc, après avoir mis en sécurité Jiruta et son grand-père, d'aller délivrer Gwendal. Amené aux carrières de houseki, Yuuri fait la connaissance de Norika, une femme emprisonnée comme toutes les autres pour être tombée amoureuse d'un mazoku. Tandis qu'elle lui parle de son défunt fils, des soldats de la carrière cherchent justement à aller enterrer un nouveau-né malgré les supplications de sa mère, une prisonnière, qui assure que le bébé est encore vivant. Yuuri intervient, soutenu par la révolte des femmes de la carrière, et il soustrait l'enfant qui bouge encore aux soldats qui s'apprêtaient à l'enterrer vivant. Furieux, il se transforme en Maoh et laisse éclater toute sa puissance malgré la présence de houjutsu, ce qui indique sa localisation à Conrad, Wolfram et Gwendal. Le golem de boue qu'il a formé s'attaque impitoyablement aux soldats de la carrière, si bien que les trois frères horrifiés finissent par craindre qu'il y ait des dommages collatéraux. Gwendal décide donc malgré sa faiblesse de rejoindre le Maoh pour implorer sa clémence. |                                                                  |                              |                                      |                       |
| 15 | La pluie tombe sur le désert                                     | 砂漠に降る雨                 | Sabaku ni Furu Ame                   | 17 juillet 2004       |
| Inconscient après sa transformation, Yuuri entend une douce voix féminine l'inciter à se réveiller, mais c'est le visage de Wolfram qu'il retrouve penché sur lui. Les gardes de la carrière ayant pris la fuite, il décide avec Conrad d'emmener à Shinmakoku les prisonnières désireuses de se rendre dans la patrie de leur amant Mazoku. La traversée du désert se prépare, mais Norika refuse de partir avant d'avoir pu déterrer son fils. Cependant, elle a beau creuser, la tombe est vide ! Ses pleurs sont interrompus par l'arrivée de Jiruta et son grand-père, qui s'avère être le père de Norika : ayant déterré le bébé encore vivant, Geigen Hubert l'avait porté au domicile du nom brodé dans les langes, sauvant ainsi Jiruta que sa mère croyait décédé. Dans la tombe vide, Yuuri aperçoit un appeau qui est en fait la partie supérieure de la flûte, laissée par Geigen Hubert (Gwendal reste furieux contre son cousin). La traversée du désert commence, mais le cortège se retrouve bientôt pris entre un panda des sables en face, et les soldats de Suberera derrière. Yuuri se sert alors du Mateki, déclenchant un orage qui ralentit les troupes ennemies. Devant eux, le panda des sables se calme : il est accompagné de Ryan, le soldat déserteur et grand passionné des animaux. Le convoi se sauve ainsi dans une galerie creusée par l'animal. De retour au château, Yuuri n'arrive pas à retourner dans son monde, alors que sa mission est terminée. Comme Ulriche lui explique qu'elle ne peut le renvoyer seule chez lui si le Roi Originel -qu'elle n'entend plus- ne l'aide pas, il commence à avoir peur d'être coincé à Shinmakoku pour de bon. Il a beau avoir accepté d'être le Maoh, il est triste à l'idée de ne jamais revoir sa famille et ses amis. Pour le consoler, Conrad lui rappelle tout ce qu'il a accompli, et ceux qu'il a sauvé durant leur voyage. Nicole, notamment, est revenue avec eux, et s'est installée dans la famille de Geigen Hubert, avec l'accord de son cousin Gwendal, qui se remet de ses blessures grâce aux bon soins de Gisela. |                                                                  |                              |                                      |                       |
| 16 | L'enquête du Maō                                                 | ㋮王捕物控!                  | MAou torimono hikae                  | 24 juillet 2004       |
| Coincé à Shinmakoku, Yuuri en "profite" pour étudier l'Histoire de son pays et pour s'entrainer au baseball avec Conrad. Mais une agitation se fait bientôt sentir : une pierre magique pouvant réparer des objets et leur restituer leur puissance magique a été volée. Yuuri décide donc d'aider Yozak, chargé d'aller enquêter incognito en ville. Au hasard de leurs recherches, ils viennent en aide à une jeune fille, Rosette, qui était sur le point de se faire voler par deux crapules. Les invitant dans la boutique familiale pour les remercier, elle leur présente son petit frère Risotto et son père, à la santé vacillante. Mais Rosette reste optimiste sur leur situation : elle leur explique en effet avoir trouvé un fantastique objet qui lui permettra bientôt d'ouvrir un nouveau commerce. Nos héros découvrent stupéfaits que la pierre en question est le maseki qu'ils recherchent. Yuuri ayant des scrupules à reprendre la pierre qui pourrait sauver la famille de Rosette, il décide de la laisser se faire d'abord un petit peu d'argent avec. Mais les voleurs viennent bientôt en plus grand nombre pour prendre leur revanche. Défaits par Wolfram, leur chef monte alors un nouveau plan : durant la nuit, ils enlèvent Risotto pour demander le maseki en échange. Le père se rend donc au château pour prévenir nos héros, et ils rejoignent le cimetière où Rosette s'est rendue avec le maseki pour faire l'échange. Une fois sur place, un Tas d'Os sauve le petit garçon du chef des voleurs, mais celui-ci parvient à récupérer le maseki et fuit vers la ville. Un jeu d'interceptions et de passes s'engage pour la pierre, et Rosette est finalement prise en otage. Yuuri s'énerve alors et se transforme en Maoh pour foudroyer ses ennemis, sous le regard médusé d'un jeune spectateur imprévu. Le calme revenu, Conrad explique qu'après "enquête", ce maseki n'était pas celui disparu, et que Rosette peut donc le garder, ce qui ravit Yuuri bien qu'il ne soit pas dupe de l'entourloupe. De son côté, l'enfant qui a vu le Maoh la nuit précédente essaye de le raconter à tout le monde, mais son histoire passe pour de l'imagination. |                                                                  |                              |                                      |                       |
| 17 | Je me remarie!                                                   | 私、再婚します               | Watashi, Saikon Shimasu              | 28 août 2004          |
| Yuuri et ses compagnons se sont rendus au château de Stoffel, pour répondre à deux invitations reçues : celle du propriétaire qui inaugure le début de travaux de reconstruction, et celle de Cecilia, sa sœur, qui leur annonce... son remariage ?! Son frère en est bien étonné, surtout quand il apprend le nom de l'heureux élu (qui s'ignore) : Raven, leur homme de main dévoué et qu'ils se disputent depuis l'enfance. De son côté, Cecilia ignore tout de la guerre civile qui a failli éclater durant son absence. Ses trois enfants sont contre ce mariage, trop rapide et qui ferait de Raven une menace plus grande encore que Stoffel. Ils décident donc de s'allier à Stoffel qui craint de perdre son meilleur homme de main. Durant la répétition de la cérémonie, ils retrouvent Ryan et son panda des sables, baptisé KG. Mais une démonstration de l'animal fait s'effondrer le sol, et Gwendal, Yuuri, Conrad, Stoffel, Raven et Cecilia glissent dans les fondations. A la surface, Gunther scandalisé promet à KG qu'il finira sur le barbecue si Yuuri est blessé. Le pauvre panda s'élance aussitôt à la recherche des disparus, et retrouve Gwendal. Raven et Cecilia sont dans une caverne qu'ils connaissent bien : petits, Cecilia y avait enfermé Raven afin de le garder pour elle. Lorsqu'elle était devenue Maoh, elle lui avait fait promettre de rester aux côtés de son frère et de ne jamais l'abandonner. Raven lui annonce alors qu'il compte continuer de tenir cette promesse (donc ne va pas l'épouser). Yuuri, Conrad et Stoffel sont retrouvés par KG et Gwendal (ravi de collaborer avec une boule de poil géante, si dangereuse soit-elle à l'état sauvage). Le panda continue sur sa lancée et détruit la paroi de la caverne où est Raven. Cecilia, elle, est déjà repartie pour son voyage en quête du grand Amour. Mais une autre paroi s'effondre : c'est Wolfram et Gunther qui, ignorant l'entrée de la caverne, s'affrontent à la pioche pour savoir qui aime le plus Yuuri. Alors que le bateau de Cecilia s'éloigne, Raven comprend les raisons de sa venue : elle est venue éprouver sa promesse, et voir s'il continuerait à servir son frère même si celui-ci venait à se trouver à un rang inférieur au sien. Ce qu'il a décidé de faire, même si au fond de lui, il aurait préféré partir avec elle... |                                                                  |                              |                                      |                       |
| 18 | Pour cet amour                                                   | その愛のために               | Sono Ai no Tame ni                   | 4 septembre 2004      |
| Yuuri commençant à en avoir marre de partager sa chambre avec son fiancé, il s'est mis en tête de chasser l'horrible monstre habitant le bâtiment de réception pour y installer Wolfram. Accompagné du jeune blond, il force donc la porte de la demeure, et tous deux finissent par passer à travers le plancher du bâtiment délabré. N'arrivant pas à trouver Yuuri, Gunther et Gwendal finissent par accepter l'aide d'Anissina qui leur propose une de ses inventions : un détecteur capable de capter toute sorte d'amour. Tombés sur une population de vers géants en plein tissage de leur cocon, Yuuri et Wolfram craignent de servir de repas aux larves qui en écloront. Les œufs sont solides, mais un seul, le plus gros et certainement le chef, est fendu et pourrait être détruit. Mais Yuuri empêche Wolfram de porter son coup fatal : il ne veut pas qu'ils tuent un être jeune et sans défense, et préfère croire que tout l'Amour qu'il est prêt à donner lui sera rendu, tout comme les humains le feraient si les Mazokus leur tendaient la main. Wolfram n'est pas d'accord, mais cède à la volonté de Yuuri et l'aide à protéger les œufs du plafond qui menace de s'effondrer. Gunther faisant des interférences, Anissina décide de l'exploiter pour attirer physiquement le Maoh à eux. Et c'est dans l'explosion du baromètre de l'amour que les cocons libèrent ce que Wolfram reconnait comme des ours-abeilles : Yuuri a sauvé une espèce d'insectes rarissime et protégée. Les deux mazokus sont ensuite sortis des décombres par Conrad, qui leur explique avoir fait condamner le bâtiment pour protéger les chenilles d'ours-abeilles. D'une certaine façon, Yuuri et Wolfram sont les "parents" des petits nogisus orphelins. Et comme la nuée reviendra tous les ans nicher là où vivent leurs parents, il semblerait que Yuuri doive partager sa chambre encore un moment... |                                                                  |                              |                                      |                       |
| 19 | Héros vs Maō - Partie 1                                          | 勇者VS魔王 前編              | Yuusha VS Maou Zenpen                | 11 septembre 2004     |
| Près de la cheminée, un petit garçon écoute son père lui conter ses combats contre les dragons qui peuplaient autrefois le pays des humains. Émerveillé par ses exploits, l'enfant se promet de devenir un héros en tuant le méchant roi des démons Mazokus. Quelques années plus tard, dans le royaume de Shinmakoku, le roi Yuuri -accompagné de Conrad, Gunther et Wolfram- a décidé d'aller voir les derniers dragons nichant dans une réserve naturelle montagneuse. Mais en chemin, Conrad et Gunther constatent que certains des pièges posés pour repousser les braconniers semblent avoir été désactivés. 4 humains ont en effet passé les défenses : Alford, porteur d'une épée tueuse de dragons héritée de son père, semble lancé dans une noble quête dans laquelle l'assistent Markar, Harris et Wilma, une humaine maîtrisant le Houjutsu. Mais les Mazokus ignorent encore leur présence : après une chute depuis leur point d'observation, Yuuri a été récupéré par une dragonne qui semble l'avoir pris en affection. Amené dans son nid, le jeune Maoh y découvre un petit dragon bleu adorable, qui semble l'apprécier tout autant. De plus haut, les 4 intrus les observent, et Alford décide de lancer un duel à ces Mazokus. Face à Yuuri, il comprend bien vite avoir affaire au Maoh et décide de le tuer. Les deux groupes s'affrontent jusqu'à l'intervention de la dragonne qui brise de son souffle brûlant le Houseki du sceptre de Wilma. Les trois humains prennent la fuite tandis qu'Alford, qui avait décidé de rester pour protéger les arrières de ses compagnons, se fait assommer par Conrad. Yuuri est un peu dépité de se voir rangé de force du côté des "méchants". Lorsqu'Alford se réveille ligoté, le jeune Maoh ne peut s'empêcher d'admirer son épée sacrée, qu'il trouve plus charismatique que Morgif. Comme le bébé dragon qui les accompagne doit être mis en lieu sûr, Yuuri décide d'entraîner leur captif avec eux pour éviter qu'il ne rejoigne ses acolytes. Ceux-ci, de leur côté, fomentent un nouveau projet aux intentions peu louables... |                                                                  |                              |                                      |                       |
| 20 | Héros vs Maō - Partie 2                                          | 勇者VS魔王 後編              | Yuusha VS Maou Kouhen                | 18 septembre 2004     |
| Maintenu captif, Alford Markina a du mal à reconnaître en Yuuri le cruel roi démon auquel il s'attendait. Face à l'accusation de braconnage, il explique qu'il a rejoint l'équipe de Wilma pour les aider à trouver un cœur de dragon susceptible de soigner un enfant très malade. Mais les Mazokus lui expliquent qu'il a été abusé : ce n'est que superstition, et ses anciens partenaires visent certainement les écailles et griffes de dragon servant à fabriquer des armes à l'exemple de son épée. De leur côté, les braconniers ont récupéré la coquille de l'œuf de Pochi (ou Liesel, comme veut l'appeler Wolfram) pour créer un leurre magique et appâter sa mère dans le village Mazoku afin d'attirer le Maoh. Arrivant au village, Conrad rend son épée à Al, et lui rappelle que ce n'est qu'un outil qui gagne sa noblesse par la cause qu'elle défend, ce dont son père Gilbert Markina avait su se montrer digne. Tandis que les mazokus organisent l'évacuation du village ravagé, Alford sauve le vrai Pochi débusqué par Markar. Mais les cris du bébé dragon ont attiré sa mère qui se méprend sur les intentions d'Alford. Wilma, elle, a réussi à capturer Yuuri, et lui explique vouloir le vendre au plus offrant de ses ennemis. Énervé de voir tant de vies mises en dangers pour des projets aussi cupides, Yuuri libère le pouvoir du Maoh et met hors d'état de nuire ces sombres individus. Alford se rappelle les paroles de son père et rend les armes face à la dragonne en lui expliquant qu'il ne veut pas se battre contre elle alors qu'elle ne cherche qu'à protéger le bébé qu'elle chérit. Le calme revenu, Yuuri et ses amis ont trouvé une grotte où Pochi et sa maman peuvent s'installer. Avant son départ, Alford demande à Conrad d'où il connait son père. Celui-ci lui explique avoir trente ans auparavant affronté plusieurs fois en duel un humain qui refusait de rester vaincu. Alford réalise alors que Conrad est l'inconnu des récits de son père, qui avait ainsi appris qu'il y a toujours plus fort que soi quelque part dans le vaste monde. Il promet alors de s'entrainer dur et de battre Conrad (ainsi que Yuuri) la prochaine fois qu'ils se verront. |                                                                  |                              |                                      |                       |
| 21 | Visiteur dangereux                                               | 危険な訪問者                 | Kiken na Boumonsha                   | 25 septembre 2004     |
| 22 | L'homme du destin                                                | 運命の男                     | Unmei no otoko                       | 2 octobre 2004        |
| 23 | La course des flammes                                            | 炎のレース                   | Honou no Re-su                       | 9 octobre 2004        |
| 24 | L'homme qui ne peut pas être pardonner                           | 許されざる者                 | Yurusarezaru Mono                    | 16 octobre 2004       |
| 25 | Le passé et le futur                                             | 過去と未来                   | Kako to Mirai                        | 23 octobre 2004       |
| 26 | Le cercle complet de la vie                                      | 巡る命の果てで               | Meguru Inochi no Hate de             | 30 octobre 2004       |
| 27 | L'arme de Conrad                                                 | コンラッドの腕               | Konraddo no ude                      | 6 novembre 2004       |
| 28 | Réunion atroce                                                   | 凶悪な再会                   | Kyouaku na Saikai                    | 13 novembre 2004      |
| 29 | Ouverture du refroidissement                                     | 戦慄の序章                   | Senritsu no Jyoshou                  | 20 novembre 2004      |
| 30 | Une boite interdite                                              | 禁じられた箱                 | Kinjirareta Hako                     | 27 novembre 2004      |
| 31 | Au bout de la Terre                                              | 地の果て                     | Chi no Hate                          | 4 décembre 2004       |
| 32 | La mémoire verrouillé                                            | 鍵をかけられた記憶           | Kagi Kakerareta Kioku                | 11 décembre 2004      |
| 33 | Course pour elle! Le course de traîneau des neiges               | 激走!雪ゾリレース            | Gekisou! Yuki Zori Re-su             | 18 décembre 2004      |
| 34 | Bataille chaude au Colisée?!                                     | 熱闘コロシアム!?             | Nettou Koroshiamu                    | 8 janvier 2005        |
| 35 | Terre couverte de neige                                          | 雪降る大地                   | Yuki Furu Daichi                     | 15 janvier 2005       |
| 36 | Adieu Conrad                                                     | さらばコンラッド             | Saraba Konraddo                      | 22 janvier 2005       |
| 37 | La localisations des boites                                      | 箱の行方                     | Hako no Yukue                        | 29 janvier 2005       |
| 38 | Gunter vs Conrad                                                 | ギュンターVSコンラッド       | Gyunta- VS Konraddo                  | 5 février 2005        |
| 39 | Ton nom est le Roi Démon                                         | 君の名は㋮王                 | Kimi no Na wa MAou                   | 12 février 2005       |

### Saison 2
| No | Titre français                                      | Titre japonais          | Titre japonais               | Date de 1re diffusion |
| No | Titre français                                      | Kanji                   | Rōmaji                       | Date de 1re diffusion |
| -- | --------------------------------------------------- | ----------------------- | ---------------------------- | --------------------- |
| 40 | Pour le lien                                        | 絆のために              | Kizuna no Tame ni            | 2 avril 2005          |
| 41 | Le retour de Conrad                                 | コンラッドの帰還        | Konraddo no Kikan            | 9 avril 2005          |
| 42 | Promesse lointaine                                  | 遠い約束                | Tooi Yakusoku                | 16 avril 2005         |
| 43 | Panique pour un bébé au château du serment du sang! | 血盟城ベビーパニック!   | Ketsumei Jyou Bebi- Panikku! | 23 avril 2005         |
| 44 | La fille mystérieuse                                | 幻の少女                | Maboroshi no Shōjo           | 30 avril 2005         |
| 45 | Promise vs Fiancé                                   | 許婚VS婚約者            | Iinazuke VS Konyakusha       | 7 mai 2005            |
| 46 | La prêtresse de la forêt                            | 森の巫女                | Mori no Miko                 | 14 mai 2005           |
| 47 | La preuve de la vie                                 | いのちの証              | Inochi no Akashi             | 21 mai 2005           |
| 48 | Grand Shimaron contre-attaque!                      | 逆襲、大シマロン!       | Gyakushou, Dai Shimaron!     | 28 mai 2005           |
| 49 | Le Lion et le Loup                                  | 獅子と狼                | Shishi to Ookami             | 4 juin 2005           |
| 50 | Ma Julia bien-aimée                                 | 我が愛しきジュリア      | Ware ga Itoshiki Juria       | 11 juin 2005          |
| 51 | Le vengeur? Maxime                                  | 復讐鬼?マキシーン       | Fukushouki? Makishi-n        | 18 juin 2005          |
| 52 | Conrad debout sur la terre ferme                    | 大地立つコンラート      | Daichi Tatsu Konra-to        | 25 juin 2005          |
| 53 | Salutations, Roi Yuuri                              | 前略、ユーリ陛下        | Zenryaku, Yu-ri Heika        | 2 juillet 2005        |
| 54 | L'épée sacrée et l'épée démoniaque - partie 1       | 聖剣と魔剣・前編        | Seiken to Maken (Zenpen)     | 9 juillet 2005        |
| 55 | L'épée sacrée et l'épée démoniaque - partie 2       | 聖剣と魔剣・後編        | Seiken to Maken (Kouhen)     | 16 juillet 2005       |
| 56 | L'ombre commence à bouger                           | 動き出す影              | Ugokidasu Kage               | 27 août 2005          |
| 57 | L'apparition surgissant des ténèbres                | 闇から来た魔物          | Yami Kara Kita Mamono        | 3 septembre 2005      |
| 58 | Le Roi du chaos                                     | 混沌の王                | Konton no Ou                 | 10 septembre 2005     |
| 59 | Mazoku sur Terre                                    | 魔族、地球へ            | Mazoku, Chikyuu e            | 17 septembre 2005     |
| 60 | Les inquiétudes de grand frère                      | お兄ちゃんの悩み        | Onichan no Nayami            | 24 septembre 2005     |
| 61 | L'autre Maoh                                        | もう一人の魔王          | Mou Hitori no Maou           | 1er octobre 2005      |
| 62 | L'espoir confié                                     | 託された希望            | Takusareta Kibou             | 8 octobre 2005        |
| 63 | Confrontation! Maoh vs l'armée de tas d'os          | 対決!㋮王VSコッヒー軍団 | MAou VS Kohhi Gundan         | 15 octobre 2005       |
| 64 | Yuki Gunther, le retour                             | 雪ギュンター再び        | Yuki Gyunta-Futatabi         | 22 octobre 2005       |
| 65 | Celui qui brave la neige                            | 白銀を往く者            | Shirogane wo Yukusha         | 29 octobre 2005       |
| 66 | Volonté                                             | 想う力                  | Omou Chikara                 | 19 novembre 2005      |
| 67 | Un pont vers le futur                               | 明日に架ける橋          | Ashita ni Kakeru Hashi       | 26 novembre 2005      |
| 68 | L'ère glorieuse                                     | 栄光の時代              | Eikou no Jidai               | 3 décembre 2005       |
| 69 | Ce qui doit être protégé                            | 守るべきもの            | Mamoru Beki Mono             | 10 décembre 2005      |
| 70 | La race oubliée                                     | 忘れられた民            | Wasurerareta Tami            | 18 décembre 2005      |
| 71 | Le déchaînement du grand frère                      | お兄ちゃん大暴走        | Onichan Dai Bousou           | 7 janvier 2006        |
| 72 | Celui qui est scellé                                | 封じられしもの          | Fuujirareshi Mono            | 14 janvier 2006       |
| 73 | Les palpitations des ténèbres                       | 闇の鼓動                | Yami no Kodou                | 21 janvier 2006       |
| 74 | Le gouverneur de la vérité                          | 真実の支配者            | Shinjitsu no Shihaisha       | 28 janvier 2006       |
| 75 | Soleil et lune                                      | 太陽と月                | Taiyou to Tsuki              | 4 février 2006        |
| 76 | À l'intérieur des ténèbres                          | 暗闇の中で              | Kurayami no Naka de          | 11 février 2006       |
| 77 | L'origine du Maoh                                   | 魔王降臨                | Maou Kourin                  | 18 février 2006       |
| 78 | À notre prochaine rencontre                         | ㋮た会う日まで          | Mata Au Hi Made              | 25 février 2006       |

### Saison 3
| No  | Titre français                    | Titre japonais         | Titre japonais           | Date de 1re diffusion |
| No  | Titre français                    | Kanji                  | Rōmaji                   | Date de 1re diffusion |
| --- | --------------------------------- | ---------------------- | ------------------------ | --------------------- |
| 79  | Le retour du Maoh                 | マ王、再び             | Maoh, futatabi           | 3 avril 2008          |
| 80  | Les conditions du Maoh            | マ王の条件             | Maoh no jōken            | 10 avril 2008         |
| 81  | La décision du Maoh               | マ王の決意             | Maoh no ketsui           | 17 avril 2008         |
| 82  | Greta et Yuram                    | グレタとユーラム       | Gureta to Yūramu         | 24 avril 2008         |
| 83  | Le mariage de Leila               | ライラの結婚           | Raira no kekkon          | 1er mai 2008          |
| 84  | Infiltration! Grand Shimaron      | 潜入！大シマロン       | Sennyū! Dai Shimaron     | 8 mai 2008            |
| 85  | Le banquet du soir                | 宴の夜に               | Utage no yoru ni         | 15 mai 2008           |
| 86  | Le prisonnier Maoh                | 囚われのマ王           | Toraware no maoh         | 22 mai 2008           |
| 87  | Le sombre Geneus                  | 黒のジェネウス         | Kuro no Jeneusu          | 29 mai 2008           |
| 88  | Conrad et Gunther                 | コンラッドとギュンター | Konraddo to Gyuntaa      | 5 juin 2008           |
| 89  | Anissina, futur mariée!?          | 花嫁はアニシナ!?       | Hanayome ha Anishina!?   | 12 juin 2008          |
| 90  | Le héros et les trois épées       | 勇者と三本の剣         | Yūsha to san hon no ken  | 19 juin 2008          |
| 91  | Saralegui, roi de Petit Shimaron  | 小シマロン王サラレギー | Shō Shimaron ō sararegii | 26 juin 2008          |
| 92  | La lune se reflétant sur l'eau    | 水に映る月             | Mizu ni utsuru tsuki     | 3 juillet 2008        |
| 93  | La berceuse du vent               | 風の子守歌             | Kaze no komori ka        | 7 août 2008           |
| 94  | L'héritage des Wincott            | ウィンコットの遺産     | Winkotto no isan         | 14 août 2008          |
| 95  | Une invitation de Petit Shimaron  | 小シマロンの招待       | Shō Shimaron no sōtai    | 21 août 2008          |
| 96  | Les deux rois                     | 二人の王               | Futari no ō              | 28 août 2008          |
| 97  | Le garde du corps du roi          | 王の守護者             | Ou no shugosha           | 4 septembre 2008      |
| 98  | Pour mon ami                      | 友のために             | Tomo no tame ni          | 11 septembre 2008     |
| 99  | Un adieu difficile                | 苦い別れ               | Nigai wakare             | 18 septembre 2008     |
| 100 | Les membres de la Table Ronde     | 円卓の人々             | Entaku no hitobito       | 9 octobre 2008        |
| 101 | Le kidnapping d'El                | エル誘拐事件           | Eru yūkaijiken           | 16 octobre 2008       |
| 102 | L'Élu                             | 選ばれし者             | Erabareshi mono          | 23 octobre 2008       |
| 103 | Poursuite dans la contrée         | 荒野の追跡             | Arano no tsuiseki        | 30 octobre 2008       |
| 104 | Les Corbeaux Blancs               | 白い鴉                 | Shiroi karasu            | 6 novembre 2008       |
| 105 | L'épée divine                     | 神剣                   | Shinken                  | 13 novembre 2008      |
| 106 | Invocation                        | 発動                   | Hatsudō                  | 20 novembre 2008      |
| 107 | Au bord de l'émotion              | 思いの果て             | Omoi no hate             | 27 novembre 2008      |
| 108 | Le déclenchement de la guerre     | 開戦                   | Kaisen                   | 4 décembre 2008       |
| 109 | La démission du Maoh              | ㋮王やめます           | Maō yamemasu             | 11 décembre 2008      |
| 110 | La tornade bleue                  | 吹き抜ける青い風       | Fukinuke ru aoi kaze     | 18 décembre 2008      |
| 111 | Une réunion inattendue            | 予期せぬ再会           | Yokisenu saikai          | 25 décembre 2008      |
| 112 | Le royaume sacré                  | 聖なる王国             | Sei naru ōkoku           | 8 janvier 2009        |
| 113 | Une promesse reniée               | 叶わぬ約束             | Kanawanu yakusoku        | 15 janvier 2009       |
| 114 | Le véritable pouvoir              | 真の力                 | Makoto no chikara        | 22 janvier 2009       |
| 115 | Un hurlement de douleur           | 悲しき咆哮             | Kanashiki hōkō           | 29 janvier 2009       |
| 116 | Un endroit où rentrer             | 帰る場所               | Kaeru basho              | 12 février 2009       |
| 117 | Jusqu'à ce que nous nous revoyons | ㋮た会える日を ＜終＞  | Mata aeru hi o <owari>   | 19 février 2009       |